# Adrien Agreste
Adrien Agreste (nombre completo: Adrien Anastasio Agreste Graham de Vanily ) es el protagonista masculino de la serie animada Miraculous: las aventuras de Ladybug, creada por Thomas Astruc. Es retratado como un estudiante adolescente; ha sido educado en casa durante la mayor parte de su vida. Dedica tiempo a modelar para la marca «Agreste» la cual fue fundada por su padre, Gabriel Agreste, reconocido diseñador de modas, con quien Adrien tenía una relación distante. 
Después de pasar la prueba del Maestro Fu, quién es más tarde revelado como el guardián de las joyas mágicas llamadas Miraculous, por ayudarle, Adrien es elegido como uno de los futuros superhéroes de París al lado de Ladybug, hacia quien rápidamente desarrolla sentimientos y cuya identidad secreta es Marinette Dupain-Cheng. Consiguientemente, Adrien recibe un anillo nombrado como el Miraculous del Gato, el cual le concede la capacidad de transformarse en su alterego heroico alias Cat Noir (Del francés: Chat Noir, 'Gato negro'). El objetivo de Cat Noir y Ladybug es proteger París del villano Monarca. Cada Miraculous está acompañado por una pequeña criatura mágica conocida como kwami. El kwami de Adrien se trata de Plagg, un ser con aspecto de gato negro, amante del queso. Cuando es Cat Noir, la habilidad característica de Adrien es la destrucción (Cataclysm); cuando la activa, todo objeto toca se reduce a cenizas, exepto cuando es un ser vivo, entonces poco a poco pierde la vida en un caso similar al cáncer.
Adrien aparece en la mayoría de los formatos de Miraculous, incluyendo la serie principal, los libros de cómic, y el videojuego de plataformas para dispositivos móviles.
Adrien fue conceptualizado como un personaje que apelaría a todo el mundo, poseyendo muchas características buenas y siendo capaz de inspirar a los espectadores. En cuanto a su identidad de superhéroe y dado que el poder de Ladybug está conectado a la buena suerte, Astruc concluyó que su socio tendría los poderes relacionados con la mala suerte, lo que hizo que acabara pensando en un gato negro. Cat Noir fue también inspirado en el libro de cómic Catwoman.
La voz de Adrien es interpretada por Bryce Papenbrook en inglés, mientras que Jesús Barreda y Tommy Rojas le dan voz en las versiones castellana y latinoamericana, respectivamente, del espectáculo.
La recepción crítica de Adrien ha sido generalmente positiva, con escritores describiéndolo como un personaje genial, interesante, y relatable. Su relación con Marinette ha sido alabada, tanto cuándo se encuentran en su forma de civiles como cuando son superhéroes.
Adrien ha servido de inspiración para cosplays. Merchandise inspirado en él ha sido producido, como figuras de acción, accesorios, y artículos de ropa.

## Desarrollo

### Concepto y creación
Adrien Agreste estuvo conceptualizado como el «chico perfecto» moderno, «con muchas calidades humanas buenas»; Thomas Astruc, el creador de la serie televisiva animada, describió estas características como «la combinación perfecta», añadiendo que Adrien es un personaje realmente excelente. También describió a Adrien como «guapo, listo, valiente, pero también muy sensible», y como alguien hacia quien «todo el mundo naturalmente caería enamorado». Cuando se le preguntó cómo habían sido desarrollados Adrien y Marinette Dupain-Cheng, Astruc comentó que quiso «presentar personajes soleados quienes podrían inspirar personas en todas partes el mundo en este siglo». El creador también declaró que Cat Noir es uno de los dos adolescentes «más poderosos» junto a Ladybug debido a que posee el poder de destrucción.
Astruc comentó que la identidad humana de Cat Noir en un principio iba a llamarse Félix, describiéndolo como «un interés amoroso temprano para Marinette» quién habría tenido una actitud distante hacia ella y habría sido parte del tópico frecuente del anime «típico chico frío y snob». Dijo que mientras la diferencia entre las personalidades de Félix y Cat Noir habrían combinado positivamente, no habría contribuido a una narrativa muy buena a largo plazo. Debido a esto, Félix fue reemplazado por Adrien.
La idea relacionada al dúo del gato negro y la mariquita ha sido también inspirada en una de las relaciones románticas previas de Astruc. Dijo que controlar la situación creada por las dobles identidades tanto de Cat Noir como de Ladybug en términos románticos fue "mucha diversión". Declaró que las parejas de superhéroes como la que crean Ladybug y Cat Noir son raras en series televisivas, añadiendo que las personas disfrutan mucho del juego amoroso entre los dos personajes. Astruc Comentó que una relación romántica entre Adrien y Marinette sería frágil e intrincada mientras hubiera un villano en la serie; tal relación necesitaría ser manejada cuidadosamente y sería capaz de ocurrir solo bajo circunstancias seguras.
La forma chibi de Cat Noir, que aparece en la serie Miraculous Chibi fue creada por el diseñador Angie Nasca mientras el espectáculo "seguía en la fase de desarrollo"; según Nasca, "la serie creció desde aquellos croquis iniciales" retratando a los dos personajes principales.
Jeremy Zag, el productor de Miraculous, declaró que la situación amorosa que Adrien creó junto a Marinette, sus alter ego superhéroes, y sus secretos son algunas de las partes principales del espectáculo. Sébastien Thibaudeau, el director de escritura de Miraculous, mencionó que Adrien frecuentemente le emociona debido a su vida difícil. Cat Noir es el personaje que trae humor a la historia, contrastando con Ladybug, quién es más seria. Thibaudeau declaró que Adrien se puede expresar más libremente cuando está transformado en Cat Noir. Fred Lenoir, un escritor de la serie, comentó que la relación de Adrien con Marinette, con ambos siendo civiles y superhéroes, y el malentendido resultado de ello representa la parte central de la historia. André Lago Mayer, el presidente de América de productos de consumidor global de ZAG, declaró que Cat Noir es uno de los preferidos del público al ser un "héroe relatable"; A los seguidores les encanta elegir su personaje en el videojuego móvil . Nicole D'Andria, quién contribuyó a la escritura de un libro de cómic de Miraculous, Gato describe a Cat Noir como un personaje fantástico " hacie el que todo el mundo puede mirar". Giulia Adragna, creadora de la serie italiana de cómics Miraculous, dijo que le había gustado el Cat Noir más después de ver imágenes de la serie por primera vez, destacando su parecido a la versión masculina de Catwoman. Adragna declaró que Adrien,en sus dos formas, es su personaje favorito de Miraculous. Comenta que mientras Adrien podría haber sido un personaje que típicamente cae mal al provenir de buena familia y ser un modelo, en cambio está caracterizado como inocente, sensible, y amable.

### Voz

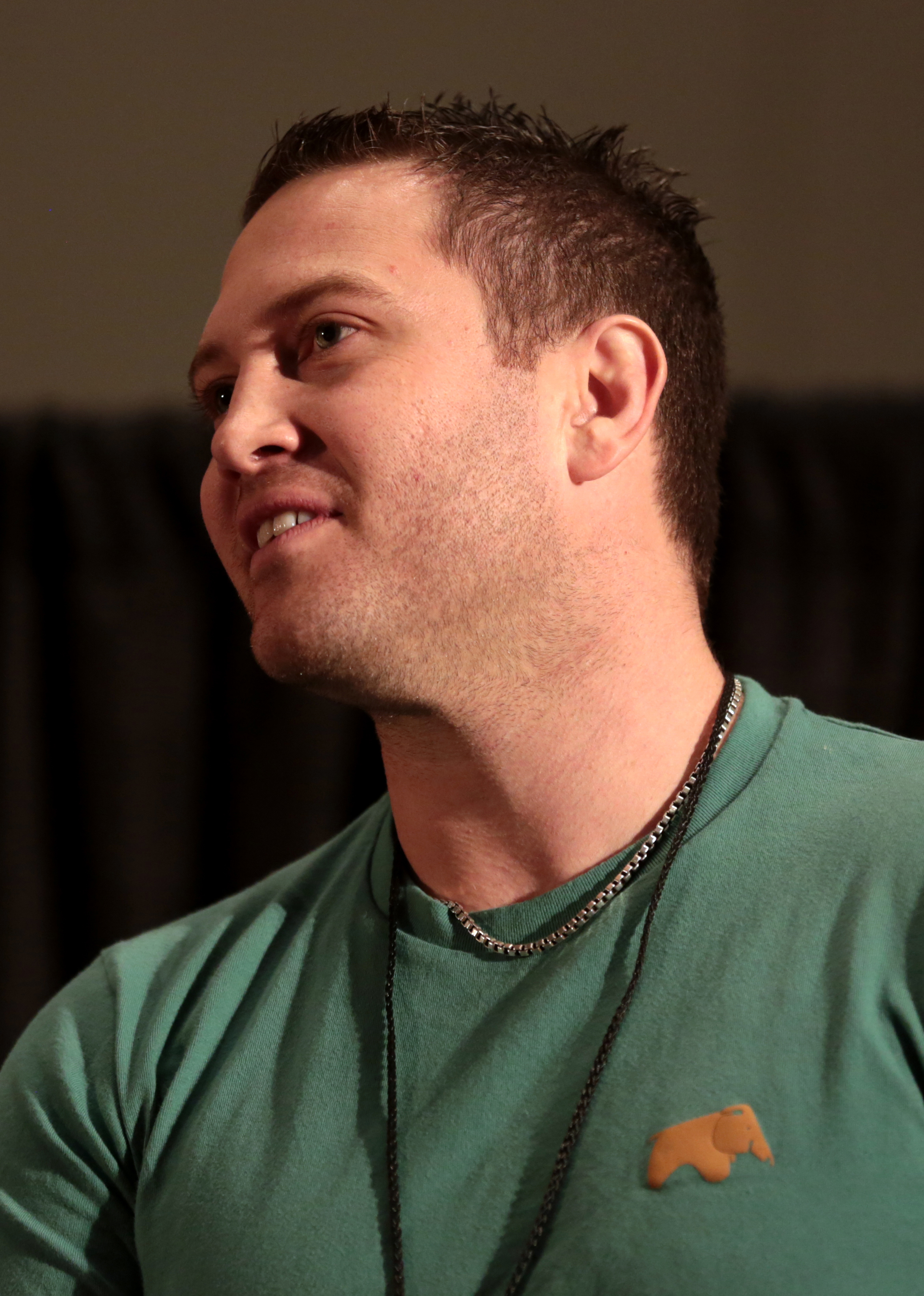
Bryce Papenbrook da voz a Adrien en la versión en inglés.

Bryce Papenbrook da voz a Adrien en el doblaje en inglés de la serie. Papenbrook Dijo que es "siempre genial ser Cat Noir", declarando que "se divierte mucho" con él. Describe Miraculous como "una serie genial" con "animación divertida y muchos juegos de palabras". Siente que el espectáculo doblado al inglés es el que contiene más juegos de palabras entre todas sus versiones. Papenbrook Declaró que disfruta "hacer aquellos juegos de palabras cursis", y comenta que está "colando cuantos más juegos de palabras de gato como le sean posibles", porque piensa que a los espectadores les gusta.
Papenbrook dijo le encanta Miraculous, mencionando que conoce "un montón de gente quien había estado esperando el estreno del espectáculo impacientemente". Describe la segunda temporada de la serie como "realmente, realmente buena". Declara que está "muy entusiasmado" desde que Miraculous había ganado un Teen Choice Award. Papenbrook Comentó que está "entusiasmado por ver nuevos villanos" en las temporadas próximas de la serie, declarando que los escritores son muy "creativos" con los personajes que incluyen en el espectáculo. Comenta que la serie Miraculous Chibi es "emocionante" y "parece realmente guay".
Cuando el casting para el espectáculo empezó, muchos actores de voz audicionaron para los papeles de los personajes principales, incluyendo a Adrien. Ezra Weisz, el director de voz de Miraculous, dijo el personal responsable de la audición quería que la voz de Adrien sonara joven y denotase seguridad en sí mismo en su forma de superhéroe sin hacerle demasiado orgulloso; también comenta que el personal deseaba encontrar un actor cuya voz podría separar la identidad civil de Adrien con su identidad de superhéroe como Cat Noir. Según Weisz, él y Papenbrook se conocieron hace ya tiempo. Cuando el personal intentaba encontrar una voz ideal para Adrien, Weisz comenta que Papenbrook sería perfecto para él. Declara que la voz de Papenbrook suena de "la edad correcta", añadiendo que tiene "las capacidades de actuación correctas" para este papel y "es muy, muy especializado en la cabina". Weisz dijo que Papenbrook hace "un trabajo fenomenal" dando voz a Adrien.
Jared Wolfson, el productor ejecutivo de Miraculous, comentó que Papenbrook tiene mucha "energía" y le caracterizó como "un tipo genial". Más allá le describe como "muy feliz", "personable", y "energético", declarando que a Papenbrook " le encanta lo que hace" y es "muy apasionado" sobre interpretar a Adrien y Cat Noir. Cristina Vee, la actriz de voz de Marinette, siente que Papenbrook es "uno de las personas más buenas", caracterizándole como "nunca de bajo humor" y "realmente positivo". También le describe como "un actor realmente talentoso" y disfruta trabajar a su lado.
Benjamin Bollen da voz a Adrien en la versión francesa del espectáculo. Thomas Astruc describió el reparto francés de la serie, incluyendo Bollen, como fantástico.

## Apariciones
Adrien es un protagonista de la serie Miraculous. Está descrito como un adolescente estudiante francés que reside en París, quién proviene una familia rica. Es el hijo de Emilie y Gabriel Agreste. Su padre es un renombrado diseñador de moda para quien Adrien trabaja como modelo, lo cual le concede popularidad. Entretanto, su madre ha desaparecido. Adrien es cuidado de por la ayudante de Gabriel, Nathalie Sancoeur, y también tiene un guardaespaldas. Adrien también tiene una tía maternal llamada Amélie y un primo maternal llamado Félix. Incluso aunque ha sido educado en casa durante la mayoría de su vida, un día Adrien decide empezar a asistir a la escuela. Mientras se dirige a la entrada, nota un hombre anciano en necesidad de asistencia y le ofrece ayuda. Desconocido por Adrien en este momento, el anciano se trata del Maestro Fu, el guardián de los objetos mágicos llamados Miraculous o prodigios, y esto ha sido justo una prueba para mostrar quién es merecedor de convertirse en un superhéroe. Debido al gesto amable de Adrien, el Maestro Fu decide concederle un anillo, el Miraculous del Gato. Después de darse cuenta de que posee la caja que contiene el anillo, Adrien la abre y de repente un a criatura de apariencia parecida a un gato negro criatura quién se presenta a sí mismo como Plagg aparece; se trata de una criatura mágica conocida como kwami. Cuando lleva el anillo, Adrien se puede transformar en superhéroe con la ayuda de los poderes de Plagg.
Adrien está ansioso por transformarse e inmediatamente lo hace. Su apariencia de superhéroe deriva del aspecto de Plagg, representando un gato negro. No mucho tiempo después de que se transforma por primera vez, conoce a su compañera superheroína, Ladybug, de quien rápidamente cae enamorado. Durante su primera reunión, Adrien introduce su nombre de superhéroe, Cat Noir. Desconocido por él, Ladybug se trata de Marinette, una de las compañeras de clase de Adrien, quién tiene un enormme flechazo por él. Al mismo tiempo, Adrien solo tiene sentimientos por Ladybug, mientras que Marinette como Ladybug no aprecia los avances de Cat Noir hacia ella.
El propósito de Cat Noir y Ladybug es proteger París de un hombre conocido como Le Papillon, quien puede transformar personas en supervillanos. El deseo de Lepidóptero es obtener los Miraculous de Cat Noir y Ladybug, y se trata de hecho del padre de Adrien sin que él sea consciente de ello.
Cuando es Cat Noir, Adrien es más desvergonzado y flirteante comparado a su tímida y modesta personalidad como civil, y hace muchos chistes con temática de gatos. Esta transformación le concede capacidades nuevas. El poder característico de Cat Noir es la destrucción, llamado "Gataclismo". Su arma de superhéroe es un bastón extensible.
Adrien tiene una relación distante con su padre, y actúa para cumplir las expectativas de éste a pesar de no poder expresarse libremente a sí mismo debido a esto. Tiene una relación variable con Plagg, pero los dos se preocupan el uno por el otro y se cuidan entre sí. Adrien tiene una relación generalmente positiva con sus compañeros de clase, especialmente con Nino Lahiffe, su mejor amigo. También tiene una relación cercana con Kagami Tsurugi, una de las estudiantes de las clases de esgrima a las que asiste. Adrien tiene una amiga de la infancia, Chloé Bourgeois, cuyo comportamiento habitual no aprueba.

### En otros formatos deMiraculous
Fuera de la serie principal, Adrien está presente en más formatos de Miraculous. Aparece en el episodio especial de Navidad, el cual consta de un formato musical; en este episodio, vive su primera Navidad sin su madre. Adrien también aparece en el episodio especial que tiene lugar en Nueva York, y en el episodio especial situado en Shanghái. Adrien también aparece en los episodios de Miraculous Secrets, en los episodios Cuentos desde París, y en los episodios de chibi.
Ha formado parte de un clip de vídeo para animar a la higiene apropiada entre niños debido a la pandemia de COVID-19. Adrien ha aparecido como su identidad de superhéroe en varias secuencias donde se ha dirigido a los espectadores de una forma directa.
Adrien también aparece en los libros de cómic basados en la serie y en otros tipos de los libros inspirados en la serie. Está descrito en la revista oficial de la serie también.
Adrien es un personaje para jugar en el videojuego para móviles de la serie. Es interpretado en espectáculos en vivo, incluyendo uno que ha estado de tour. Adrien también estará presente en un OVA en 2D.
El personaje también aparece en la película musical animada basada en la serie, titulada Ladybug & Cat Noir: The Movie.
El personaje tuvo un cameo en el cortometraje Johanne Sacreblu, estrenado en 2025.

## Recepción

### Recepción crítica
El personaje de Adrien ha recibido una respuesta crítica generalmente positiva, con los escritores que le describen como un personaje "icónico", "genial", "bonito", "relatable", y "más que famoso". Michele Kirichanskaya de ComicsVerse dijo que el personaje de Adrien es "esencial para el encanto global conseguido por la serie". Alaba que Cat Noir haya sido inspirado en una superheroína existente, Catwoman. Kirichanskaya declaró que Cat Noir había sido creado siguiendo la "lógica de los superhéroes", teniendo en cuenta que los héroes que llevan las máscaras "tienen que combatir enemigos poderosos". Escribe que debido a la "escena de transformación" de Cat Noir, el tópico de la "Chica Mágica" presente en la historia no "es limitada por género".
Robert Lloyd de Los Ángeles Times caracterizó a Adrien como "un impecable niño rico quien bromear quién pluriemplea como modelo". Declara que "el héroe masculino lleva un catsuit, orejas de gato y una especie de cola", los cuales "pueden parecer sorprendentemente extraños y/o un toque femenino" a la audiencia americana. Elle Collins de ComicsAlliance alabó que el traje de Cat Noir "le hace parecer la versión masculina de Selina Kyle". Dice que muchas personas tienen "la creencia falsa que superhéroes son para chicos", considerando previsible que Cat Noir fuera publicitado como la "coestrella igual del espectáculo" junto con Ladybug a pesar de que el título inicial de la serie había destacado "el personaje femenino como la estrella real, con Cat Noir como su compañero héroe e interés amoroso posible". Collins declaró que está "interesada por ver si Gato Noir tuvo "una transformación de Chica Mágica"" similar a la de Ladybug.
Damien Mercereau de Le Figaro describió a Adrien como sensible y modesto, comentando que se convierte en habilidoso y confiado como Cat Noir. Emily Ashby de Common Sense Media caracteriza a Adrien en su forma de civil como un niño normal "de frente a los típicos problemas adolescentes", como "mantener sus calificaciones escolares, hacer amigos, y tratar con compañeros difíciles". El escritor de Comic Book Resources Nathan Dodge describió a Cat Noir como "héroe inspirado en gato muy estiloso".
Emily Auten de Nerd Much? alaba la actuación de Bryce Papenbrook, declarando que la voz de Adrien está hecha "especialmente bien" junto con la de Marinette y ve esto como "sin duda un plus ya que la serie entera está centrada en ellos dos". Dice que el personaje de Adrien es "muy interesante", "especialmente en contraste con su identidad de superhéroe, y escribió que Adrien es una "elección genial" para un protagonista "incluso sin la parte romántica del argumento". Auten caracteriza a Cat Noir como una de las mejores partes de la serie, y declara que su "escena de transformación" nunca parece demasiado larga y es "divertida de ver".
Un escritor de El Intransigente comenta cómo el personaje de Adrien muestra que el dinero no compra la felicidad. Adrien estuvo comentado por "enseñar a los niños sobre la confianza en sí mismos", y es considerado como "lindo y divertido de mirar". Esté considerado "apacible", y "tímido". mientras que Cat Noir fue descrito como leal, y la mano derecha de Ladybug. Cuándo un episodio le describió en un estadio, declaran que Cat Noir ganaría junto con Ladybug a su adversario tan fácilmente como el club de fútbol profesional París Sant-Germain F.C. hizo en el campeonato francés Ligue 1.
La relación de Adrien con Marinette ha sido alabada, ambos como civiles y superhéroes. Las interacciones de Cat Noir con Ladybughan sido muy comentadas, siendo considerados como "absolutamente adorables de mirar". Michele Kirichanskaya caracterizó a Adrien como el socio en la lucha contra el mal de Marinette y describió la "dinámica" entre ellos como "cautivadora". Dijo que la dinámica romántica de Adrien con Marinette "contribuye mucho" a la obra y la comedia de la serie, añadiendo que "crea un cuadrado amoroso utilizando únicamente a dos personas". Emily Ashby declaró que Cat Noir hace "encantador un dúo de lucha contra delitos" con Ladybug y dijo que "su relación fácilmente eclipsa la acción del espectáculo en valor de diversión". Siente que mirar cómo la relación de Adrien con Marinette evoluciona es "muy divertido". Ashby declaró que los espectadores "tienen que perdonar la ingenuidad de los personajes" y aceptar "que meramente una máscara de ojos y unas orejas de gato" impiden que Adrien y Marinette se reconozcan el uno al otro. Dice que el flechazo de Cat Noir hacia Ladybug "es un ejemplo dulce del amor joven". María Merino de Okdiario comentó que la relación de Adrien con Marinette es uno de los factores que atrae espectadores a esta serie. Emily Auten cree que el "sub argumento romántico" está hecho "aún más interesante" por el flechazo de Cat Noir por Ladybug, con "la química entre ambos de ellos siendo un de los puntos más destacados" en el espectáculo. Escribe que Cat Noir forma al lado de Ladybug "uno de los mejores dúos" nunca vistos en una serie. La situación de amor que Adrien creó junto a Marinette es declatada que trae "una divertida dinámica" a la serie, y es considerada como dulce; uno de los "viejos clichés en el género", y fue destacado como similar a "el clásico triángulo amoroso Clark-Lois-Superman".

### Popularidad y merchandise
Paul Marciano, el presidente y jefe creativo de Guess, dijo que el entendimiento los espectadores de la relación entre Adrien y Marinette y sus alter ego superhéroes hacen esta serie "muy intrigante". Una estatua de cera a tamaño real de Cat Noir ha sido expuesta en el Musée Grévin. Ha sido descrito en autobuses y carteleras. Un filtro inspirado en Cat Noir ha sido desarrollado por Snapchat. Cosplays de Adrien han sido creados, en sus dos formas, tanto civil como Cat Noir. Sesiones de meet-and-greet que incluyen a Cat Noir han tenido lugar, incluyendo en un parque temático. Ha servido de inspiración para pinturas de cara, para patios interiores, e incluso para un acontecimiento de Navidad.
Varias piezas de merchandise basadas en Adrien y Cat Noir han sido producidas, como figuras de acción. Juguetes inspirados en él han sido creados, incluyendo juguetes de Kinder Sorpresa. Figurines de Gato Noir ha sido lanzados por Burger King, y por Funko. Dispensadores de caramelo Pez que le retratan ha sido desarrollados.
Elementos de ropa y accesorios basados en Adrien han sido producidos. También se han creado pegatinas inspiradas, y máscaras basadas en Cat Noir.
Además. han sido producidos elementos que incluyen a Cat Noir junto con Ladybug, como material escolar, objetos de playa o golosinas. Un juego de mesa basado en la serie Miraculous también ha sido creado e incluye a Adrien como personaje.
Otros productos inspirados en le también ha sido creados.